# Zé Cordeiro
José Cordeiro (São Paulo, 22 de novembro de 1943 - 2013) foi um pintor e artista visual brasileiro nacionalizado português.

## Vida e Carreira
José Cordeiro, nascido em São Paulo, é um artista visual, pintor e gravador brasileiro. Seu contato com a pintura aconteceu durante a infância.   Expõe sua obra pela primeira vez em 1966, no 15° Salão Paulista de Arte Moderna.  No ano seguinte, em 1967, frequentou aulas preparatórias para a monitoria da Bienal Internacional de São Paulo e passa a ter contato com os professores Carlos Von Schimidt, Oswald de Andrade Filho e Walter Zanini.
Participa da 1° Feira de Arte Contemporânea da Associação Internacional de Artistas Plásticos - AIAP, onde abandona sua antiga assinatura e passa a adotar o nome artístico "Zé Cordeiro". No atelier do Núcleo de Gravadores de São Paulo - NUGRASP, estuda serigrafia e xilogravura com Paulo Mentem em 1969. 
Em 1974, funda a equipe de gravadores Rod'Art e tem suas obras selecionadas pela Bienal de São Paulo.  Muda-se, posteriormente, com sua esposa Edna, para Salvador, voltando para São Paulo apenas no ano seguinte. 
Pela primeira vez, participa da coletiva Internacional de Nápoles, na Itália, em 1980. Estabiliza-se em Campinas, no mesmo ano que também funda com a esposa a Casa de Arte Brasileira. Na década seguinte, após breve passagem por Roma e Paris, José Cordeiro decide morar em Portugal com Edna, onde permaneceu até a morte. 